# Cyphophthalmus ohridanus
Espèce
Synonymes
- Siro ohridanus Hadži, 1973

Cyphophthalmus ohridanus est une espèce d'opilions cyphophthalmes de la famille des Sironidae.

## Distribution
Cette espèce est endémique de Macédoine du Nord. Elle se rencontre vers Ohrid.

## Description
Le mâle mesure 2,05 mm.

## Systématique et taxinomie
Cette espèce a été décrite sous le protonyme Siro ohridanus par Hadži en 1973. Elle est placée dans le genre Cyphophthalmus par Boyer, Karaman et Giribet en 2005.

## Étymologie
Son nom d'espèce lui a été donné en référence au lieu de sa découverte, Ohrid.

## Publication originale
- Hadži, 1973 : « Novi taksoni suhih juzim (Opilionoidea) v Jugosulaviji. » Razprave Slovenska Akademija Znanosti in Umetnosti (SAZU) IV, vol. 16, no 1, p. 1-120.